# Aeropuerto de Kuujjuarapik
El Aeropuerto de Kuujjuarapik (del inglés: Kuujjuarapik Airport) (IATA: YGW, OACI: CYGW) está ubicado adyacente a la comunidad esquimal de Kuujjuarapik, Quebec, Canadá. Este aeropuerto también sirve a la comunidad cree de Whapmagoostui.

## Aerolíneas y destinos
- Air Inuit
  - Montreal / Aeropuerto Internacional de Montreal-Trudeau
  - Sanikiluaq / Aeropuerto de Sanikiluaq
  - Umiujaq / Aeropuerto de Umiujaq
  - Radisson / Aeropuerto de La Grande Rivière
- Air Creebec
  - Montreal / Aeropuerto Internacional de Montreal-Trudeau
  - Chisasibi / Aeropuerto de Chisasibi